# Ansar Al-Sharia (Yemen)
Ansar Al-Sharia (en árabe: جماعة أنصار الشريعة) es una organización paraguas basada en Yemen, que incluye a unidades de varios grupos militantes islamistas, como Al Qaeda en la Península arábiga, después de la Batalla de Zinjíbar, la facción tomó el control sobre algunas ciudades del sur de Yemen en las que ha instituido emiratos. Ansar al Sharia también ha reivindicado la responsabilidad por el atentado en Saná en 2012 y por el atentado en Saná en 2013.
El 4 de octubre de 2012, el Departamento de Estado de los Estados Unidos modificó su lista de organizaciones terroristas extranjeras para designar al Ansar al Sharia de Yemen como una filial de Al Qaeda en la Península arábiga, en lugar de enumerarlo como una organización separada. El mismo día, el grupo también fue listado por el Comité de las Naciones Unidas. Nueva Zelanda también declaró a la organización Ansar al Sharia como un grupo terrorista.
En febrero de 2015, se informó de que los miembros del grupo habían desertado de Al Qaeda y habían prometido lealtad a la organización llamada Estado Islámico de Irak y el Levante.